# وحدة جراحات هارفارد
وحدة جراحات هارفارد (تسمى أحيانا وحدة هارفارد الطبية ) كانت وحدة متطوعة من العاملين الطبيين من جامعة هارفارد ومستشفى ماساتشوستس العام الذين قدموا المساعدة الطبية لقوة الاستطلاع البريطانية في أوروبا خلال الحرب العالمية الأولى. تم تنظيمها في يونيو 1915 وتم تسريحها في يناير 1919. وقامت بتشغيل المستشفى العام رقم 22 من الجيش الفيلق الطبي الملكي، يقع في كامييه، فرنسا.